# Caparezza

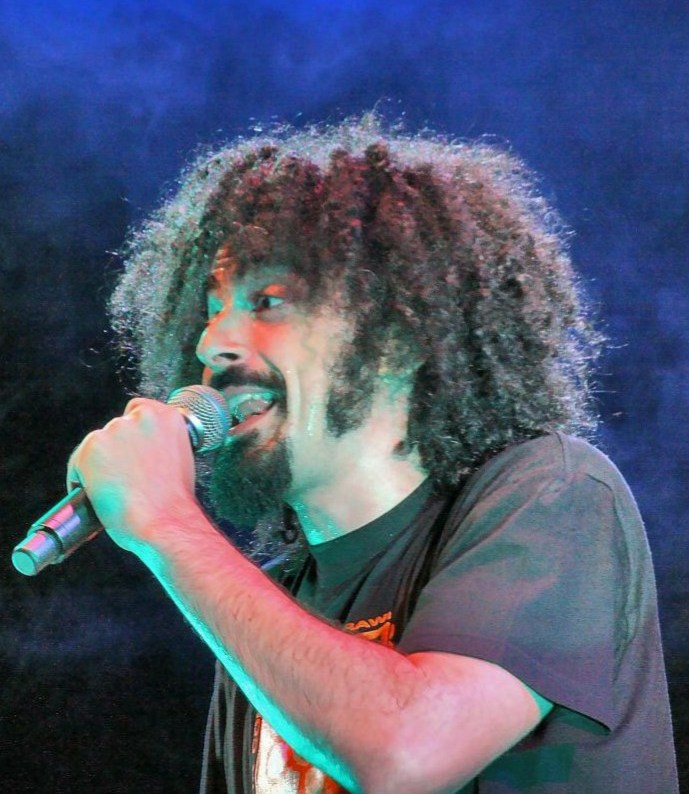
Caparezza bei einem Konzert (2008)

Caparezza [kapaˈrɛttsa] ist der Künstlername von Michele Salvemini (* 9. Oktober 1973 in Molfetta, Apulien). Er ist ein populärer italienischer Hip-Hopper. In seinen Texten werden politische und gesellschaftskritische Inhalte auf humoristische Weise verarbeitet.

## Leben

### Anfänge
Michele Salvemini begann seine Karriere unter dem Namen Mikimix. Er nahm 1995 mit dem Lied Succede solo nei film und ein Jahr später mit dem Lied Donne in minigonne an der Vorentscheidung Sanremo Giovani und schließlich mit dem Lied E la notte se ne va am Sanremo-Festival 1997 in der Kategorie Newcomer teil. Letzteres brachte ihm auch über die Grenzen Italiens hinaus Aufmerksamkeit ein und erreichte Platz 19 in den französischen sowie Platz 34 in den schwedischen Charts. Diese drei Lieder sind in seinem ersten Album La mia buona stella enthalten, das 1997 bei Sony Music erschien und trotz des Namens (dt. Mein guter Stern) keinen großen Erfolg hatte. 
Unter seinem heutigen Künstlernamen Caparezza (was im Dialekt seiner Heimatstadt Molfetta „Lockenkopf“ bedeutet) veröffentlichte er 1999 die Demos Ricomincio da Capa, Con Caparezza… nella monnezza und Zappa. Im Jahr 2000 erschien bei Virgin Records sein erstes Album Caparezza ?!, aus dem vier Singles ausgekoppelt wurden, unter anderem das mit Angelo Branduardi gesungene Lied La fitta sassaiola dell’ingiuria.

### Erfolge
Den Durchbruch schaffte er mit Verità supposte, dessen Singleauskopplungen Fuori dal tunnel und Vengo dalla Luna 2004 in Italien zu Sommerhits wurden. Insgesamt wurde das Album über 100.000 Mal verkauft und erhielt mit den ausgekoppelten Singles eine Platin-Schallplatte und zwei Goldene Schallplatten und wurde ebenfalls mit dem Premio Lunezia della Critica ausgezeichnet.
Sein drittes Album Habemus Capa, eine Anspielung auf Habemus papam (Wir haben einen Papst), erschien am 23. März 2006 bei Virgin Records. Es erreichte den fünften Platz in den italienischen Charts und wurde bis Ende Mai über 40.000 Mal verkauft, weshalb Caparezza seine dritte Goldene Schallplatte erhielt. In seiner Habemus Capa Tour 2006 ist er etwa 100 Mal in ganz Italien aufgetreten.
Im April 2008 erschien bei Rizzoli sein erstes Buch, Saghe mentali. Es ist in vier Teile aufgeteilt, die jeweils mit einem seiner Alben zusammenhängen: Der erste in Form eines Tagebuchs mit ?!, der zweite, eine Sammlung von Fabeln, mit Verità supposte, der dritte Teil, entsprechend der Hölle von Dante Alighieri angelegt, mit Habemus Capa und der vierte mit seinem vierten Album Le dimensioni del mio caos, das ebenfalls im April 2008 veröffentlicht wurde. Von Caparezza als fonoromanzo bezeichnet, ein Kofferwort aus fon- (Phon-) und fotoromanzo (Fotoroman), wurde es mit einer goldenen Schallplatte ausgezeichnet.
Mit dem fünften Album, Il sogno eretico, erreichte Caparezza 2011 den 2. Platz in den italienischen Musikcharts. Die ausgekoppelte Single Goodbye Malinconia wurde mit Tony Hadley, Sänger der Spandau Ballet, aufgenommen. Gleichzeitig erschien bei EMI die erste Kompilation Epocalisse: Capalogia da ?! al caos. Das Livealbum Esecuzione pubblica erschien 2012, gefolgt 2014 vom nächsten Studioalbum Museica, das erstmals die Spitze der Albumcharts erreichte. Diesen Erfolg konnte der Rapper 2017 mit Prisoner 709 wiederholen.

### Förderer der heimatlichen Musik
Caparezzas Musik ist, wie er selbst betont, von Frank Zappa beeinflusst. Neben seiner Musikerkarriere unterstützt er aufstrebende apulische Bands. Er ist auch Mitglied der in Dialekt singenden Gruppe Sunny Cola Connection; ihr Album Alla molfettesa manera wurde 2005 aufgezeichnet und kann kostenlos von der offiziellen Webseite heruntergeladen werden.

## Diskografie

### Mikimix
- 1996: Tengo duro (Sony)
- 1997: La mia buona stella (Sony)

### Caparezza
Alben
- 2000: ?! (Virgin Records/EMI Group)

| Jahr | Titel Musiklabel                        | Höchstplatzierung, Gesamtwochen, AuszeichnungChartplatzierungen (Jahr, Titel, Musiklabel, Platzierungen, Wochen, Auszeichnungen, Anmerkungen) | Höchstplatzierung, Gesamtwochen, AuszeichnungChartplatzierungen (Jahr, Titel, Musiklabel, Platzierungen, Wochen, Auszeichnungen, Anmerkungen) | Anmerkungen                                                  |
| Jahr | Titel Musiklabel                        | IT | CH | Anmerkungen                                                  |
| ---- | --------------------------------------- | --- | --- | ------------------------------------------------------------ |
| 2003 | Verità supposte ExtraLabels/EMI         | IT5 Platin (2022) · (45 Wo.)IT | — | Verkäufe: + 50.000                                           |
| 2006 | Habemus Capa Virgin/EMI                 | IT5 Gold (2019) · (27 Wo.)IT | — | Erstveröffentlichung: 24. März 2006 Verkäufe: + 25.000       |
| 2008 | Le dimensioni del mio caos Virgin/EMI   | IT3 Platin (2021) · (53 Wo.)IT | — | Erstveröffentlichung: 11. April 2008 Verkäufe: + 50.000      |
| 2011 | Epocalisse: capalogia da ?! al caos EMI | IT22 (22 Wo.)IT | — | Kompilation                                                  |
| 2011 | Il sogno eretico Universal              | IT2 Platin · (45 Wo.)IT | — | Erstveröffentlichung: 1. März 2011 Verkäufe: + 60.000        |
| 2012 | Esecuzione pubblica Universal           | IT2 (14 Wo.)IT | — | Livealbum                                                    |
| 2014 | Museica Universal                       | IT1 ×2Doppelplatin · (80 Wo.)IT | CH78 (2 Wo.)CH | Erstveröffentlichung: 22. April 2014 Verkäufe: + 100.000     |
| 2017 | Prisoner 709 Universal                  | IT1 ×2Doppelplatin · (64 Wo.)IT | CH41 (2 Wo.)CH | Erstveröffentlichung: 15. September 2017 Verkäufe: + 100.000 |
| 2021 | Exuvia Universal                        | IT1 Platin · (34 Wo.)IT | CH32 (2 Wo.)CH | Erstveröffentlichung: 7. Mai 2021 Verkäufe: + 50.000         |

### Singles
| Jahr | Titel Album                                                      | Höchstplatzierung, Gesamtwochen, AuszeichnungChartplatzierungen (Jahr, Titel, Album, Platzierungen, Wochen, Auszeichnungen, Anmerkungen) | Höchstplatzierung, Gesamtwochen, AuszeichnungChartplatzierungen (Jahr, Titel, Album, Platzierungen, Wochen, Auszeichnungen, Anmerkungen) | Anmerkungen                                             |
| Jahr | Titel Album                                                      | IT | CH | Anmerkungen                                             |
| --- | ---------------------------------------------------------------- | --- | --- | ------------------------------------------------------- |
| 2003 | Fuori dal tunnel Verità supposte                                 | IT3 Gold (2018) · (15 Wo.)IT | CH51 (16 Wo.)CH | Verkäufe: + 25.000                                      |
| 2004 | Vengo dalla Luna Verità supposte                                 | IT12 Platin (2019) · (17 Wo.)IT | — | Verkäufe: + 50.000                                      |
| 2006 | La mia parte intollerante Habemus Capa                           | IT13 (11 Wo.)IT | — |                                                         |
| 2006 | Torna Catalessi Habemus Capa                                     | IT38 (1 Wo.)IT | — |                                                         |
| 2008 | Eroe (storia di Luigi delle Bicocche) Le dimensioni del mio caos | IT10 (11 Wo.)IT | — |                                                         |
| 2008 | Vieni a ballare in Puglia Le dimensioni del mio caos             | IT19 Platin (2015) · (8 Wo.)IT | — | feat. Al Bano Verkäufe: + 30.000                        |
| 2011 | Goodbye Malinconia Il sogno eretico                              | IT15 Gold · (23 Wo.)IT | — | feat. Tony Hadley Verkäufe: + 15.000                    |
| 2011 | Chi se ne frega della musica Il sogno eretico                    | IT65 (12 Wo.)IT | — |                                                         |
| 2011 | Legalize the Premier Il sogno eretico                            | IT34 Gold · (10 Wo.)IT | — | feat. Alborosie Verkäufe: + 15.000                      |
| 2011 | La fine di Gaia Il sogno eretico                                 | IT99 (1 Wo.)IT | — |                                                         |
| 2014 | Non me lo posso permettere Museica                               | IT32 Platin · (10 Wo.)IT | — | Erstveröffentlichung: 21. März 2014 Verkäufe: + 50.000  |
| 2017 | Prisoner 709                                                     | IT50 (2 Wo.)IT | — | Erstveröffentlichung: 7. September 2017                 |
| 2021 | La scelta Exuvia                                                 | IT66 Gold · (2 Wo.)IT | — | Erstveröffentlichung: 15. April 2021 Verkäufe: + 35.000 |
| Folgende Lieder erschienen nicht als Single, wurden aber durch das Album zum Download und Streaming bereitgestellt und konnten somit eine Platzierung erlangen: |                                                                  | | |                                                         |
| |                                                                  | | |                                                         |
| 2017 | Ti fa stare bene Prisoner 709                                    | IT20 ×2Doppelplatin · (23 Wo.)IT | — | Verkäufe: + 100.000                                     |
| 2017 | Una chiave Prisoner 709                                          | IT61 Gold · (1 Wo.)IT | — | Verkäufe: + 25.000                                      |
| 2017 | Prosopagnosia Prisoner 709                                       | IT64 (1 Wo.)IT | — | feat. John De Leo                                       |
| 2017 | Migliora la tua memoria con un click Prisoner 709                | IT71 (1 Wo.)IT | — | feat. Max Gazzè                                         |
| 2017 | La caduta di Atlante Prisoner 709                                | IT79 (1 Wo.)IT | — |                                                         |
| 2017 | Confusianesimo Prisoner 709                                      | IT83 (1 Wo.)IT | — |                                                         |
| 2017 | Il testo che avrei voluto scrivere Prisoner 709                  | IT94 (1 Wo.)IT | — |                                                         |
| 2017 | Larsen Prisoner 709                                              | IT97 (1 Wo.)IT | — |                                                         |
| 2017 | Forever Jung Prisoner 709                                        | IT100 (1 Wo.)IT | — | feat. DMC                                               |
| 2021 | Campione dei novanta Exuvia                                      | IT88 (1 Wo.)IT | — |                                                         |

Weitere Singles
- 2014: China Town – IT (2017): Gold (25.000+)[5]
- 2014: Avai ragione tu (Ritratto) – IT (2017): Gold (25.000+)[5]
- 2015: Mica Van Gogh – IT (2017): Gold (25.000+)[5]
- 2021: Exuvia
- 2021: El sendero (feat. Mishel Domenssain) – IT (2024): Gold (50.000+)[5]

### Sunny Cola Connection
- 2005: Alla molfettesa manera (Eigenvertrieb)

## Belege
1. ↑  Mikimix – E la notte se ne va. In: Swedishcharts.com. Hung Medien, abgerufen am 23. September 2017.
2. ↑  Liste der Gewinner des Premio Lunezia. Abgerufen am 22. September 2017.
3. ↑  Un Caparezza da disco d' oro e il ritorno di Shablo al Tpo, Angela Zocco, la Repubblica, 22. November 2008
4. ↑  Chartquellen (Alben):
  - Guido Racca & Chartitalia: Top 100 FIMI Album. Lulu, 2013, S. 85.
  - Alben von Caparezza. In: Italiancharts.com. Hung Medien, archiviert vom Original (nicht mehr online verfügbar) am 23. September 2017; abgerufen am 4. April 2018 (IT).  Info: Der Archivlink wurde automatisch eingesetzt und noch nicht geprüft. Bitte prüfe Original- und Archivlink gemäß Anleitung und entferne dann diesen Hinweis.
  - Alben von Caparezza. In: Hitparade.ch. Hung Medien, abgerufen am 4. April 2018 (CH).
5. 1 2 3 4 5 6 7 8 9 10 11 12 13 14 15 16 17 18 19 20  Auszeichnungen von Caparezza. FIMI, abgerufen am 17. Juli 2024.
6. ↑  Chartquellen (Singles):
  - Guido Racca & Chartitalia: Top 100 FIMI Singoli. Lulu, 2013, S. 75.
  - Archivio classifiche Top Singoli. FIMI, abgerufen am 22. August 2022 (italienisch).
  - Songs von Caparezza. In: Hitparade.ch. Hung Medien, abgerufen am 4. April 2018 (CH).

| Personendaten    | Personendaten                                                      |
| ---------------- | ------------------------------------------------------------------ |
| NAME             | Caparezza                                                          |
| ALTERNATIVNAMEN  | Salvemini, Michele (wirklicher Name); Mikimix (früheres Pseudonym) |
| KURZBESCHREIBUNG | italienischer Hip-Hop-Musiker                                      |
| GEBURTSDATUM     | 9. Oktober 1973                                                    |
| GEBURTSORT       | Molfetta, Apulien, Italien                                         |